# Élections législatives guinéo-portugaises de 1973
Les Élections législatives guinéo-portugaises de 1973 ont eu lieu pour la première et unique fois en Guinée portugaise en mars 1973.

## Contexte
Un Conseil législatif de quinze membres avait été créé en Guinée portugaise en 1963. La plupart des membres ont été nommés par les autorités coloniales ou des groupes d'affaires. Une minorité de ses membres ont été élus, mais seule une petite proportion de la population de la colonie remplissait les conditions d'alphabétisation et de paiement des impôts pour s'inscrire comme électeur.
Le 2 mai 1972, l'Assemblée nationale portugaise a adopté la loi organique des territoires d'outre-mer, qui prévoyait une plus grande autonomie des territoires d'outre-mer. Le conseil législatif a été transformé en Assemblée législative, avec un nombre de membres porté à 17, dont cinq devaient être élus au suffrage direct.
À la fin de 1972, le Parti africain pour l'indépendance de la Guinée et du Cap-Vert (PAIGC) a organisé des élections indirectes à une Assemblée nationale dans les onze régions du territoire qu'il contrôlait, le vote n'ayant pas lieu dans les quatre encore contrôlées par les forces portugaises.

## Résultats
En raison des conditions restrictives d'inscription sur les listes électorales et du fait que plus de la moitié du pays était sous le contrôle du PAIGC, il n'y avait que 7 824 électeurs inscrits, soit moins de 3% de la population adulte.
Les élections se sont déroulées sur une base non partisane, avec 6 995 personnes votant, ce qui donne un taux de participation de 89,4 %.